# Party Hard (игра)
Party Hard — компьютерная игра в жанре тактической стратегии в реальном времени и стелс-экшена, разработанная Pinokl Games и изданная tinyBuild. Вышла 25 августа 2015 года на персональных компьютерах, 26 апреля 2016 года — на консолях PlayStation 4 и Xbox One. В 2018 году было выпущено продолжение Party Hard 2.

## Игровой процесс
Игра состоит из десятка уникальных уровней. После выбора уровня некоторые его детали генерируются случайным образом, давая возможность повторного прохождения. После загрузки игрок появляется у входа в здание либо комплекс зданий, в котором проходит вечеринка на 40-70 человек. Задача состоит в их полном уничтожении. Средства её выполнения: возможность главного героя орудовать ножом на близком расстоянии, большое количество ловушек (временного и мгновенного, зонального и точечного уничтожения). Препятствия: полицейские (вызываются участниками вечеринки при обнаружении трупа), охранники (имеют определённые траектории движения, при обнаружении игрока бегут за ним до конца их зоны и при поимке отправляют на перезагрузку), агенты ФБР (смесь охранников и полицейских, появляются только при убийстве полицейского, а также на последнем уровне игры).

## Оценки
| Сводный рейтинг    | Сводный рейтинг                                    |
| Агрегатор          | Оценка                                             |
| ------------------ | -------------------------------------------------- |
| GameRankings       | 65,70 %                                            |
| Metacritic         | (NS) 75/100 (PC) 64/100 (PS4) 65/100 (XONE) 51/100 |
| Иноязычные издания |                                                    |
| Издание            | Оценка                                             |
| Destructoid        | 6/10                                               |
| GameSpot           | 7/10                                               |

Игра получила смешанные отзывы, согласно сайту агрегации рецензий Metacritic.
Некоторые рецензии:
- «Party Hard blends a novel concept with a great mix of gameplay mechanics»[8] («Party Hard представляет новую концепцию с большим разнообразием механики игрового процесса») Softpedia
- «A light-hearted game of mass murder in 'Party Hard'»[9] («Беззаботная игра о массовых убийствах на „Party Hard“») Engadget
- «Party Hard is the goofy mass-killing game for the Twitch generation»[10] («Party Hard — это бестолковая игра про массовое убийство для поколения Twitch») VentureBeat

Летом 2018 года, благодаря уязвимости в защите Steam Web API, стало известно, что точное количество пользователей сервиса Steam, которые играли в игру хотя бы один раз, составляет 367 745 человек.

## Продолжения
В октябре 2017 года был выпущен спин-офф Party Hard Tycoon. 25 октября 2018 года был выпущен сиквел Party Hard 2. В 2022 году в честь пятилетней годовщины серии разработчики анонсировали портирование сиквела на платформы PlayStation 4, Xbox One и Nintendo Switch.